# Chorruco
Chorruco (Charruco), pleme američkih Indijanaca koje je živjelo u zaleđu zaljeva Matagorda, Teksas. Poznati su po pričama de Vace, koji je među njima proživio šest godina. Njihova jezična pripadnost je možda karankawanska. Svoje ime prema istom izvoru uzeli su prema šumi u kojoj su živjeli.